# Schwarzes Moos

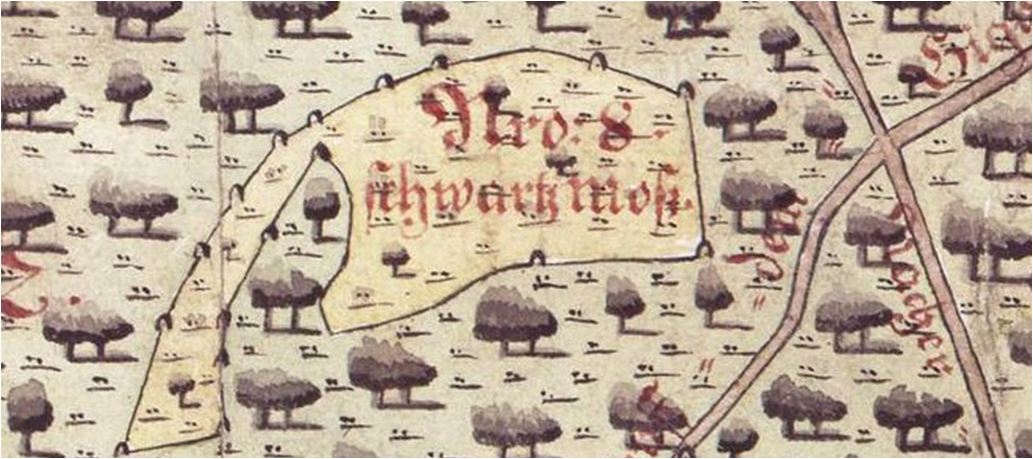
Das „schwartz Moß“; Ausschnitt vom „Plan Über Den Wald Weithardt, So Abgethaillet worden Ao: 1740“ (um 1743)

Das Gebiet Schwarzes Moos ist ein mit Verordnung vom 7. Dezember 2005 des Regierungspräsidiums Tübingen ausgewiesenes Naturschutzgebiet (NSG-Nummer 4.312) im Nordwesten der baden-württembergischen Gemeinde Ostrach im Landkreis Sigmaringen in Deutschland.

## Geschichte
Das etwa 25 Jauchert (= rund zehn Hektar) große Schwarze Moos war nach der Neuaufteilung des Weitharts im Jahr 1740 der größte und ist heute der einzige noch erhaltene Kompromissplatz.
Ein Kompromissplatz ist ein „öder Platz“, eine Fläche innerhalb eines Waldgebiets, die für eine Baumanpflanzung nicht tauglich scheint. Im Weithart gab es 1740 „öde Plätze“ im Umfang von 27 Hektar; sie mussten zur gemeinsamen Weidebenutzung offen bleiben.
1845 wurde die sumpfige, unfruchtbare Öde für wenig Geld an die Gemeinde Levertsweiler verkauft. Im selben Jahr erfolgten die Festlegung der Grenzen gegen den Wald sowie eine Begradigung, sodass die heutige rechteckige Form entstand. Später wurde das Moor entwässert und kultiviert. Für einen Morgen des Grundstücks zahlte man im Jahr 1870 300 Gulden.
Ende der 1980er Jahre war das Schwarze Moos in 52 Flurstücke eingeteilt, die 22 verschiedenen, meist Levertsweiler Bürgern gehörten.

## Lage
Das heute etwa elf Hektar große Naturschutzgebiet Schwarzes Moos gehört naturräumlich zu den Donau-Ablach-Platten. Es liegt acht Kilometer nordwestlich der Ostracher Ortsmitte und nordwestlich von Habsthal im Weitharter Wald, südwestlich der Kreuzung der Landesstraßen 268 und 286 auf einer Höhe von 642 m ü. NHN.

## Schutzzweck
Wesentlicher Schutzzweck ist die Erhaltung eines Gebietes mit landschaftstypischen und kulturhistorisch bedeutenden Wiesenbiotopen, die als Lebens- und Rückzugsbereich einer artenreichen und gefährdeten Pflanzen- und Tierwelt dienen und ein Relikt des letzten historischen Kompromissplatzes im Waldgebiet Weithart sind.

## Flora und Fauna

### Flora
Folgende Pflanzenarten (Auswahl), nach Familien sortiert, sind im Schwarzen Moos erfasst:
- Geißblattgewächse
  - Gewöhnlicher Teufelsabbiss (Succisa pratensis, Syn.: Scabiosa succisa L.)
- Rosengewächse
  - Sumpf-Blutauge (Potentilla palustris)
- Wegerichgewächse
  - Schild-Ehrenpreis (Veronica scutellata)
- Weiderichgewächse
  - Sumpfquendel (Lythrum portula, auch: Peplis portula)

### Fauna
Folgende Tierarten (Auswahl), nach Klassen, Ordnungen und Familien sortiert, sind im Schwarzen Moos erfasst:
Insekten
- Heuschrecken (Orthoptera)
  - Sumpfgrashüpfer (Chorthippus montanus)
  - Sumpfschrecke (Stethophyma grossum, Syn. Mecostethus grossus)
- Schmetterlinge (Lepidoptera)
  - Brauner Feuerfalter (Lycaena tityrus), auch Schwefelvögelchen genannt
  - Rotklee-Bläuling (Polyommatus semiargus)

Lurche
- Froschlurche
  - Grasfrosch (Rana temporaria)
  - Teichfrosch (Pelophylax kl. esculentus, Pelophylax "esculentus" oder Rana "esculenta")
- Schwanzlurche
  - Bergmolch oder Alpenmolch (Ichthyosaura alpestris; Syn.: Triturus alpestris, zwischenzeitlich auch Mesotriton alpestris)
  - Teichmolch  (Lissotriton vulgaris; Syn.: Triturus vulgaris)